# Åslaug Haga
Åslaug Marie Haga (født 21. oktober 1959 i Nes i Akershus) er en norsk politiker (Sp) og tidligere minister. Hun blev valgt til Stortinget for Akershus i 2001. Hun er cand. mag. med hovedfag i sociologi, mellemfag statsvidenskab og mellemfag i historie og begyndte at arbejde i Norges udenrigsministerium i 1985. Foruden stillinger ved udenrigsministeriet i Oslo fik hun arbejde ved FN i New York og senere ved ambassaden i New Delhi i Indien.
Haga var frem til 19. juni 2008 leder af Senterpartiet og har tidligere været næstformand i partiet. Hun var statssekretær i udenrigsministeriet og ved statsministerens kontor i 1997. Fra 1999 til 2000 var hun kulturminister. I 2005 blev hun kommunal- og regionalminister, og i 2007 blev hun olie- og energiminister. 
På Senterpartiets landsmøde 11. april 2008 oplyste Haga, at hun gik af som partileder på landsmødet i 2009. Hun opstillede heller ikke til genvalg som stortingsrepræsentant. Hun var en drivkraft i arbejdet med at danne en flertalsregering mellem Senterpartiet, Arbeiderpartiet og Sosialistisk Venstreparti i 2005. 19. juni 2008 bekendtgjorde Haga, at hun gik af både som minister og som leder for Senterpartiet af helbredsmæssige årsager efter at have fået betydelig kritik for lov- og regelbrud, påpeget gennem medierne. 
Åslaug Haga er datter af Hans Haga, mangeårig leder af Norges Bondelag.